# مستأجر (آلبوم دیوید بویی)
مستأجر (انگلیسی: Lodger) سیزدهمین آلبوم استودیویی موسیقی‌دان انگلیسی دیوید بویی است که در ۲۵ مهٔ ۱۹۷۹ از طریق آرسی‌ای رکوردز منتشر شد. پس از سالی پر رخداد که شاهد انتشار دو آلبوم استودیویی، یعنی کم و «قهرمانان» و تعداد زیادی پروژهٔ جانبی دیگر در سال ۱۹۷۷ بود، بویی تور جهانی ایزولار ۲ را در سال ۱۹۷۸ برگزار کرد. در خلال وقفه‌ای در تور، بویی با همکارش برایان اینو و تهیه‌کننده تونی ویسکانتی برای ضبط آلبوم بعدی خود دوباره گرد هم آمدند. این آلبوم که آخرین عرضهٔ سه‌گانه برلین است، عمدتاً در سپتامبر ۱۹۷۸ در استودیو مانتن در مونترو، سوئیس ضبط شد. اکثر همان عوامل استودیویی آلبوم‌های قبلی بازگشتند و آدریان بیلو، گیتاریست آینده کینگ کریمسون، از تور به این پروژه ملحق شد.
جلسات ضبط شاهد استفاده از تکنولوژی‌هایی بود که از ورق‌های Oblique Strategies برایان اینو—مانند تعویض سازها و نواختن برعکس ترانه‌های قدیمی از سوی نوازندگان—الهام گرفته بود. پس از پایان تور جهانی ایزولار ۲، ضبط و میکس بیشتر در مارس ۱۹۷۹ در استودیوی رکورد پلنت نیویورک سیتی انجام شد. موسیقی مستأجر مبتنی بر آرت راک و راک تجربی است اما فاقد سبک‌های الکترونیک و امبینت و نیز انشعاب دو بخش ترانه/ساز است که در دو آلبوم قبلی وجود داشت. در عوض، ساختارهای ترانه‌ای مرسوم‌تری در آن وجود دارد و سبک‌هایی مانند آوانگارد-پاپ، ملل و موج نو را بررسی می‌کند. از لحاظ اشعار، این آلبوم به دو موضوع عمده تقسیم می‌شود: سفر (اساسا سمت نخست) و نقد تمدن غرب (اساسا سمت دوم). هنرمند پاپ درک بوشیر عکس روی جلد همراه را گرفت که در آن بویی را به‌عنوان قربانی تصادف به تصویر می‌کشد.
مستأجر موفقیت تجاری متوسط داشت و به رتبهٔ ۴ جدول آلبوم‌های بریتانیا و رتبهٔ ۲۰ ال‌پی‌ها و تیپ برتر بیلبورد ایالات متحده رسید. این آلبوم با چهار تک‌آهنگ شامل «پسران به خوشگذرانی ادامه می‌دهند» همراه بود که در بریتانیا در میان ۱۰تای برتر جدول قرار گرفت. موزیک ویدئوهای مبتکرانه به کارگردانی دیوید مالت، سه تک‌آهنگ از چهار تک‌آهنگ را همراهی کردند. این آلبوم در ابتدا نقدهای متفاوتی از سوی منتقدان موسیقی دریافت کرد و بسیاری آن را ضعیف‌ترین آلبوم در سه‌گانهٔ برلین می‌نامند. با گذشت سال‌ها، استقبال مثبت منتقدان افزایش یافته‌است و امروزه به‌طور گسترده‌ای به عنوان یکی از دست‌کم گرفته‌شده‌ترین آلبوم‌های بویی شناخته می‌شود. به عناصر موسیقی ملل آن به‌عنوان اثری تأثیرگذار تأکید شده‌است. بویی و ویسکانتی از میکس اصلی آلبوم ناراضی بودند و در سال ۲۰۱۵، ویسکانتی آلبوم را با تأیید بویی برای گنجاندن در مجموعهٔ جعبه‌ای سال ۲۰۱۷ حرفه‌ای جدید در شهری جدید (۱۹۷۷–۱۹۸۲)، همراه با ریمستر از آلبوم اصلی، ریمیکس کرد.